# Auchy-la-Montagne
Auchy-la-Montagne è un comune francese di 487 abitanti situato nel dipartimento dell'Oise della regione dell'Alta Francia.

## Società

### Evoluzione demografica
Abitanti censiti